# Mimi Kestelijn-Sierens
Marie-Paule (Mimi) M.E.H. Kestelijn, née Sierens le 28 mai 1945 à Poperinge est une personnalité politique belge flamande, membre du parti OpenVLD.

## Biographie

### Formation
Mimi Kestelijn-Sierens est licenciée en sciences économiques appliquées et candidate en sciences hospitalières à la Katholieke Universiteit Leuven.

### Carrière politique
Mimi Kestelijn-Sierens commence sa carrière politique comme attachée du cabinet du ministre communautaire des Relations externes (1986-87). Elle est élue membre de la Chambre des représentants et membre du Conseil flamand de 1987 à 1991. En 1989, elle est élue pour 5 ans comme conseillère communale à Bruges.
De 1991 à 1996, elle est présidente du Conseil d'administration du Vlaams Instituut voor het Zelfstandig Ondernemen (VIZO). En 1999, elle devient membre de la commission de surveillance de la Caisse des dépôts et consignations.
En 1994, elle devient membre du Parlement européen pour 5 ans. Elle décrie le peu d'importance accordée à la Commission des droits des femmes et de l'égalité des genres dont elle fait partie.
De 1999 à 2003, elle est sénatrice cooptée et déléguée à l’Assemblée parlementaire du Conseil de l’Europe et à l’Assemblée de l’Union de l’Europe occidentale.

## Distinctions
- Chevalier de l’ordre de Léopold (1999)